# Romanticismo (film, 1915)
Pour les articles homonymes, voir Romanticismo.
Pour plus de détails, voir Fiche technique et Distribution.
Romanticismo est un film italien réalisé par Carlo Campogalliani et Arrigo Frusta, sorti en 1915.

## Fiche technique
- Titre : Romanticismo
- Réalisation : Carlo Campogalliani et Arrigo Frusta
- Scénario : Gerolamo Rovetta
- Photographie :
- Producteur : Arturo Ambrosio
- Société de production : Ambrosio Film
- Pays de production :  Royaume d'Italie
- Format : Noir et blanc ; Mono
- Genre : Film romantique
- Durée :
- Date de sortie :
  - Royaume d'Italie : septembre 1915

## Distribution
- Filippo Butera
- Tullio Carminati
- Helena Makowska
- François-Paul Donadio
- Isabella Quaranta
- Domenico Serra
- Mary Cleo Tarlarini (it)